# Zangenberg (Zeitz)

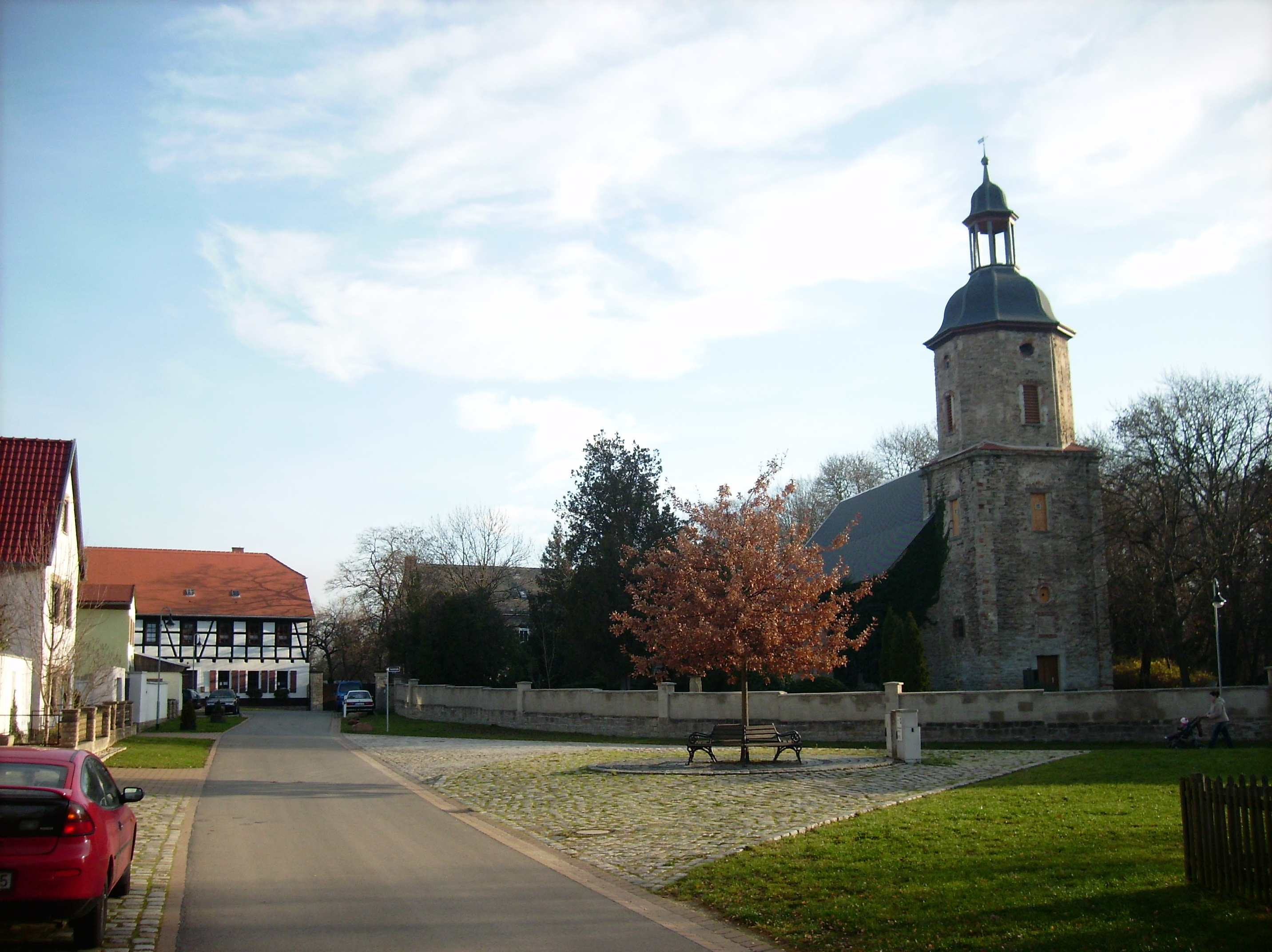
Kirche in Zangenberg

Zangenberg ist eine Ortschaft der Stadt Zeitz im südlichen Sachsen-Anhalt, Deutschland. 

## Geographie
Die Ortschaft liegt nordöstlich der Unterstadt von Zeitz am orographisch linken Ufer der Weißen Elster.

## Geschichte
Das Dorf wurde zweifelsfrei erstmals im Jahre 1203 urkundlich erwähnt. Nach dem Heimatforscher Werner Schulz wurde der Ort jedoch schon im Jahre 976 in einer Schenkungsurkunde Kaiser Ottos als Luongonasi genannt. Namensgebend war vermutlich die Lage des Dorfes am Wasser, das von der Weißen Elster in die Zange genommen war.
Im Dorf stand einst die Wasserburg Zangenberg. Diese diente als Befestigung gegenüber dem Kloster Posa zur Sicherung der Verkehrswege an der Weißen Elster. Von der Wasserburg sind heute nur noch Burggräben vorhanden.
Am 16. Mai 1994 wurde Zangenberg in die Stadt Zeitz eingemeindet.
Während des Juni-Hochwasserereignisses an der Weißen Elster von 2013 war Zangenberg durch die Weiße Elster bedroht. Durch den Einsatz von Freiwilligen wurden die Deiche gesichert und eine Überflutung des Ortsteils knapp abgewendet.

## Sehenswürdigkeiten
In Zangenberg gibt es eine historische Kirche, die jedoch nur von außen besichtigt werden kann. Weiterhin gibt es das teils barocke Guts- und Herrenhaus gegenüber der Kirche, zu dem ein mittelgroßer Landschaftspark aus dem 18. und 19. Jahrhundert gehört.
Im Elstertal bei Zangenberg gehört ein Baumwipfelpfad zum naturtouristischen Angebot.

## Verkehr
Vom Ortsteil Aylsdorf der Kernstadt Zeitz trennt es die Bahnstrecke Leipzig–Zeitz–Gera, an der Zangenberg jedoch keinen eigenen Haltepunkt besitzt.
Der öffentliche Personennahverkehr wird unter anderem durch den PlusBus des Bahn-Bus-Landesnetz Sachsen-Anhalt erbracht. Folgende Verbindung führt, betrieben von der Personenverkehrsgesellschaft Burgenlandkreis, durch Zangenberg:
- Linie 850: Zeitz ↔ Zangenberg ↔ Profen ↔ Strandbad Mondsee ↔ Hohenmölsen

Früher führte die Bundesstraße 2 (Abschnitt Zeitz–Leipzig) durch das Dorf. In den 2000er Jahren wurde diese auf eine neue Trasse im Norden als Ortsumfahrung verlegt.